# Ліббі Лейн
Елізабет Джейн Голден «Ліббі» Лейн (англ. Elizabeth Jane Holden "Libby" Lane; нар. 1966) — перша жінка-єпископ Англіканської церкви. Її посвячення у сан єпископа пройшло 26 січня 2015 року у Йоркському соборі (Англія).

## Життєпис

### Приватне життя
Ліббі Лейн одружена з преподобним Джорджом Лейном (англ. George Lane), який також є священиком англіканської церкви. Лейн прийняла сан священика одночасно зі своїм чоловіком. Сім'я виховує двох дітей.
Лейн вболіває за Манчестер Юнайтед і вчиться грати на саксофоні.